# Götz von Berlichingen

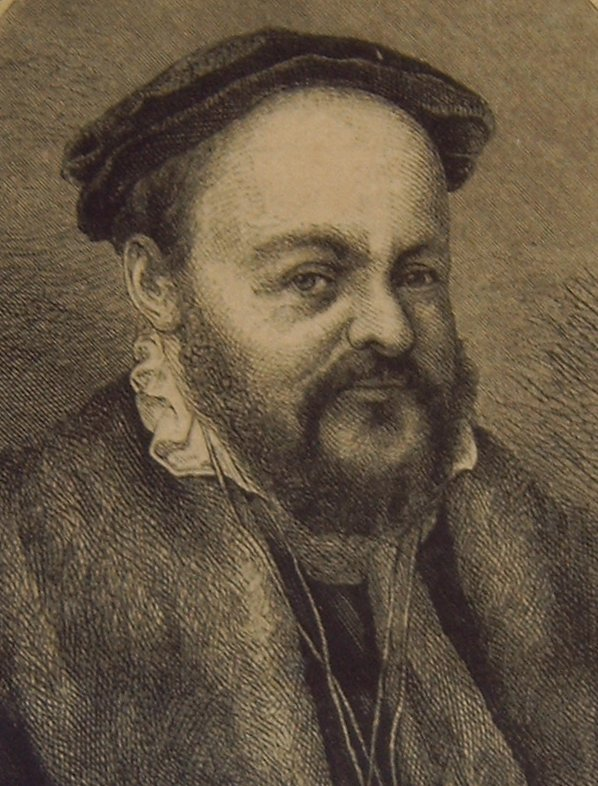
Götz fiatalon

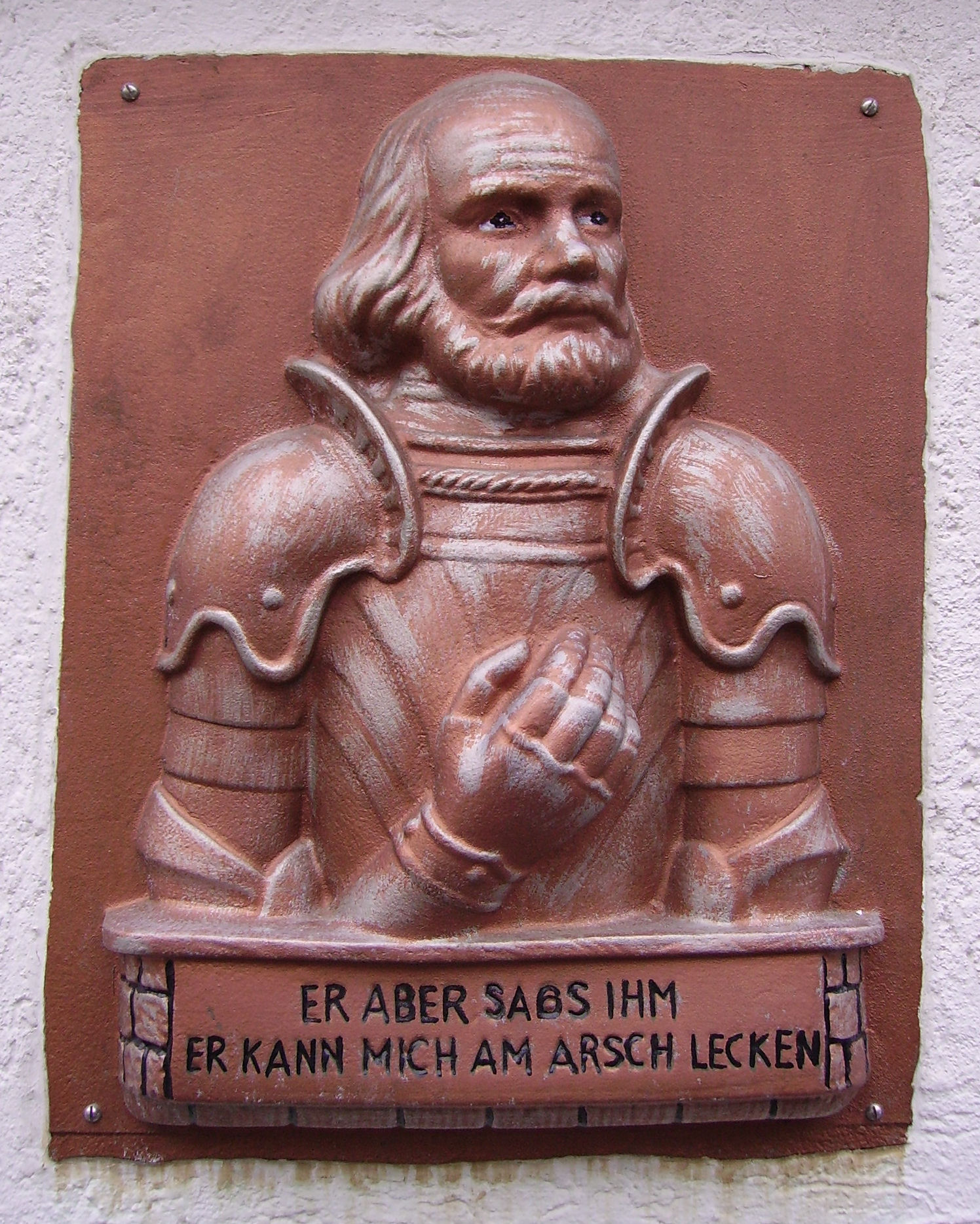
Götz von Berlichingen és az idézete

Gottfried „Götz” von Berlichingen zu Hornberg (1480 körül – Hornberg, 1562. július 23.) a „vaskezűként” is ismert frank birodalmi lovag. A német parasztháborúban játszott szerepe, illetve Johann Wolfgang von Goethe hasonló című drámája révén vált ismertté. E dráma után tulajdonítják neki az úgynevezett Götz-idézetet, mely szerint „Er kann mich im Arsche lecken!”.

## Élete

### Gyermekkor és ifjúság
1480 körül született ismeretlen helyen, vélhetően Berlichingenben (Berlichingen várában) vagy Jagsthausenben. Berlichingen urainak nemzetségéből származott, a jagsthauseni Kilian von Berlichingen és Margaretha von Thüngen tíz gyermeke közül a legkisebb volt. Gyermekkorának pár évét Jagsthausen várában töltötte, mielőtt 12 éves korában egy évre Kunz von Neuenstein nevű rokonához került és a niedernhalli kolostor iskolájába járt. 1494-ben Konrad von Berlichingenhez került, apjának egyik unokatestvéréhez, aki Brandenburg-Ansbach őrgrófjának udvarmestere és tanácsosa volt. Götz számos eseményre elkísérte, így például az 1495-ös wormsi, majd az 1497-es lindaui birodalmi gyűlésekre. Konrad az utóbbi során 1497-ben hunyt el.

### Tanévei apródként
A nagybátyja holttestének Schöntalba való hazahozatala után 1497 pünkösdjén visszatért Ansbachba, ahol II. Frigyes őrgróf „kapuőrként” alkalmazta a Hans Berlin udvarmester vezette udvarban. Mivel az önfejű apród nem akarta alávetni magát az udvari protokollnak, az őrgróf Veit von Lentersheim lovaghoz küldte. Tizenhét évesen fegyverforgatásra adta a fejét, amellyel egész élete során nem hagyott fel és mellyel kétes hírnevet szerzett magának. Veit-tal és az őrgróffal követte a római és német királyt, a későbbi I. Miksa császárt 1497-ben Burgundiába, Lotharingiába és Brabantba, mely területeket 1478 óta védelmezett XI. Lajos francia király követeléseivel szemben. Visszaérkezése után ismét udvari szolgálatba állt. 1498-ban az őrgróf fiát, Georg von Brandenburg-Ansbachot a hesseni Vilmos tartományi gróf eljegyzési ünnepségére kísérte el Kasselbe. Hamarosan az őrgrófnál az udvari szolgálat alól való felmentését kérte és ehelyett azt, hogy lovagi képzésben részesülhessen. Ez apródként biztosítva volt számára Veit von Lentersheim oldalán. Őt 1499-ben elkísérte a svájci háborúba. A császár veresége után Götz Ansbachon át tért haza Jagsthausenbe.

### A viszályok kora

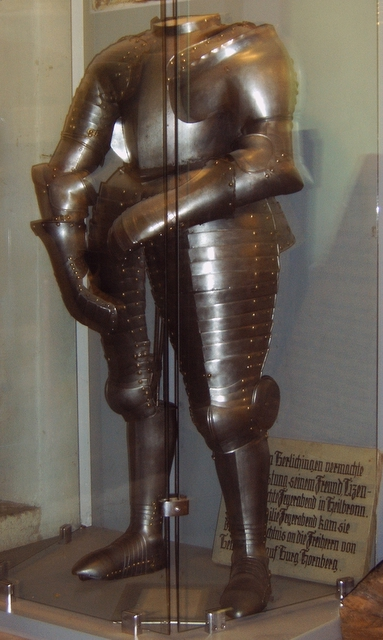
Götz von Berlichingen eredeti fegyverzete

Habár Götz a saját életrajzában azt állítja, hogy mint szabad lovag csak a császárért és a városok jogaiért harcolt hamarosan Philipp nevű testvérével együtt Hans Talacker von Massenbach rablólovaghoz csatlakozott, aki útonállásai, fosztogatásai és gyújtogatásai révén ekkorra már kétes hírnévre tett szert. Mikor a Sváb Liga (Schwäbischer Bund) Talacker ellen hadba vonult, Götz az unokatestvére, Neidhart von Thüngen közbelépésére 1501-02 telén annak sodenbergi várába húzódott vissza.
Ezt követően önként részt vett a brandenburg-ansbachi őrgróf és Nürnberg városa közt kitört viszálykodásban. 1503 tavaszán Philipp testvérével újra csatlakoztak Talacker von Massenbach-hoz, mire ismét közbelépett Neidhart. Az ő oldalán vonult Götz 1504-ben a landshuti örökösödési háborúba, melyben Bajorország oldalán harcoltak a rajnai palotagróf ellenében. Ugyanebben a konfliktusban Götz két másik testvére harcolt a szembenálló oldalon.
1504. június 23-án Landshut ostrománál egy ágyúlövedék elvitte a jobb karját. A golyó állítása szerint a kard fogantyúját találta el, mire az apró darabokra törött és a szilánkjai a kezét a csuklójánál eltalálva leválasztották a kézfejét a karjáról. Egy öreg apród a tábor végébe vezette, ahol egy orvos üszkösödéstől tartva amputálta a már csak kevés bőr tartotta kezét. A seb kezeléséről további információk nincsenek. A sebesülés 1505 farsangjáig ágyhoz kötötte Götzt.
A következő éveit számos viszálykodásban való részvétel határozta meg. Ebből olyan sok volt, hogy csak a fontosabbakat lehet megemlíteni. Az önéletrajzában 15 fegyveres konfliktusban való részvételét említi, ezen kívül feljegyzi még, hogy szolgált királyokat, választófejedelmeket, valamint „urakat, barátokat és jó embereket a saját ügyeikben”.  Ebben az időben még egyszer utoljára felvirágzott a lovagi világ. A meghirdetett általános békéhez még hozzá nem szokva és a városok és kereskedők gazdagságát megirigyelve sok lovag vélt vagy valós jogokra hivatkozva kívánt fegyveres erőt igénybe véve érvényesülni, hogy így váltságdíjhoz és zsákmányhoz juthasson – ritkábban pedig az elnyomottakat védelmezni.

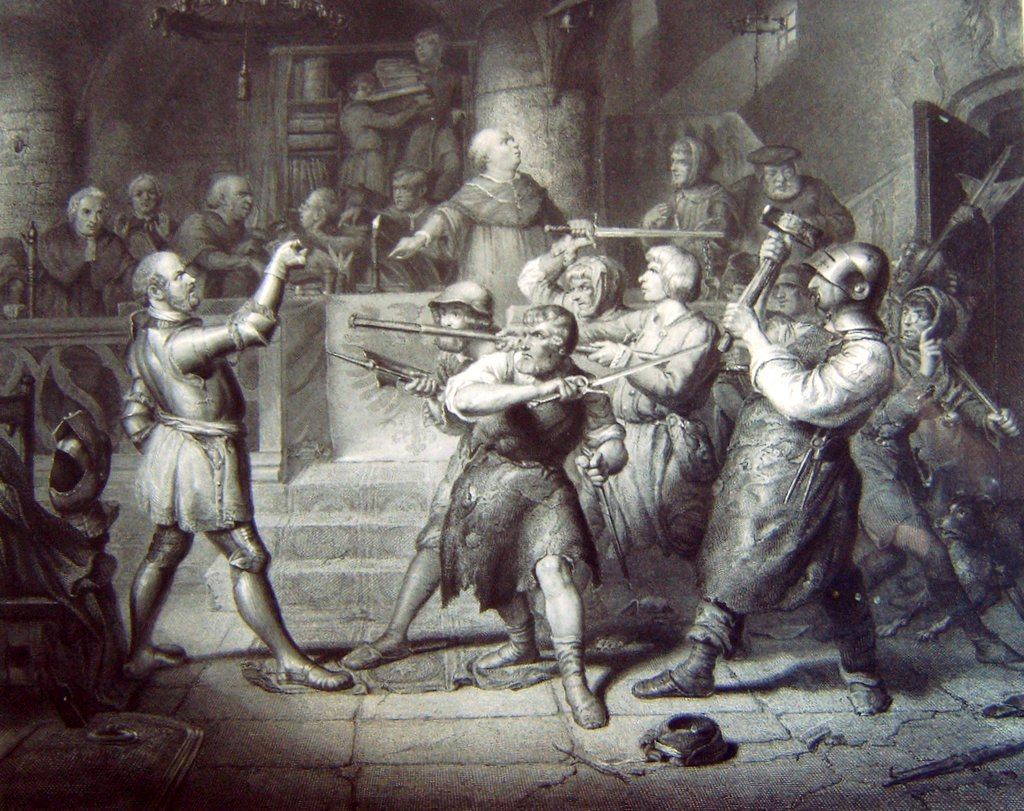
Götz a heilbronni tanács előtt

Az 1511-ben véget ért a több évig tartó kölniekkel való konfliktus - mely amiatt tört ki hogy nem voltak hajlandók védelmi pénzt fizetni - Götzt további négybe vonta bele, köztük a bambergi püspökkel folytatott viszályba is. Ezenkívül elkeseredetten hadakozott Nürnberggel is és 1512. május 18-án Forchheim és Neuses között 130 lovassal megtámadott 95 nürnbergi, augsburgi, ulmi valamint több más városból való kereskedőt, akik bambergi kísérettel a lipcsei vásárról voltak hazaúton. Miksa császár 1512. július 5-én kiközösítéssel sújtotta Götzt és társait, köztük Hans von Selbitzt is. A Sváb Liga rendjei 1513-ban harcot hirdettek ellene a szövetség tagjainak megsértése miatt. Több összecsapás és hosszas alkudozás után Götzt és társait 1514. május 27-én feloldották a császári kiközösítés alól azon ígéret ellenében, hogy fizetnek 14 000 Forintot (Guldent). Nem sokkal később, 1515-16-ban viszályba keveredett a mainzi apátsággal és Albrecht érsekkel, melynek során Philipp von Waldeck grófot elfogták és csak 8900 dukát megfizetése után engedték szabadon. Ez Götz újabb kiközösítését vonta magával 1518. február 11-én.
Berlichingen részt vett Franz von Sickingen 1515-ben Wormsszal folytatott hadakozásában is, segítette a következő évben a lotharingiai herceg ellen lovasok küldésével és a hesseni gróf ellen is valamint részt vett Umstadt 1518-as bevételében is. Mikor azonban 1519-ben a Sváb Liga és Württembergi Ulrik herceg között háború tört ki és Götz az utóbbinak – mint ahogy már 1514-ben is mikor a Szegény Konrád lázadásakor (így nevezik a württembergi szegények felkelését) tette – segítséget nyújtott, május 11-én állítása szerint áruló módon a szabad elvonulás ígérete ellenére fogságba ejtették. Valószínűbb azonban, hogy a rá bízott Möckmühl kastélyból való kitörés során fogták el és ekkor meg is sebesült. A Sváb Liga Heilbronn városának adta át a foglyot. Csak Franz von Sickingen és Georg von Frundsberg tiltakozásának köszönhette, hogy a heilbronni vártömlöct „lovagi fogságra” cserélhette „a Koronához” (Gasthaus zur Krone) vendéglőben. Lovag barátainak erőfeszítései a kiszabadítására sikertelenek maradtak. 1521-ben Götzhöz tett látogatása során hunyt el sógora, Arnold Geiling von Illesheim. Sírlapját a heilbronni Várostörténet Házában (Haus der Stadtgeschichte) őrzik. Csak 1522 októberében döntött úgy Götz a kilátásba helyezett testi kényszer ellenére is csak hosszas vonakodás után, hogy eskü alatt lemond a háborúskodásról és 2.000 Forintot értékben kártérítést is fizet. Ezt követően visszavonult Hornberg várába, így elkerülte Sickingen által vezetett lovagi felkelés katasztrófáját. 1525-ben a parasztháború ismételten megszakította nyugalmát.

### Hornberg várának megvétele

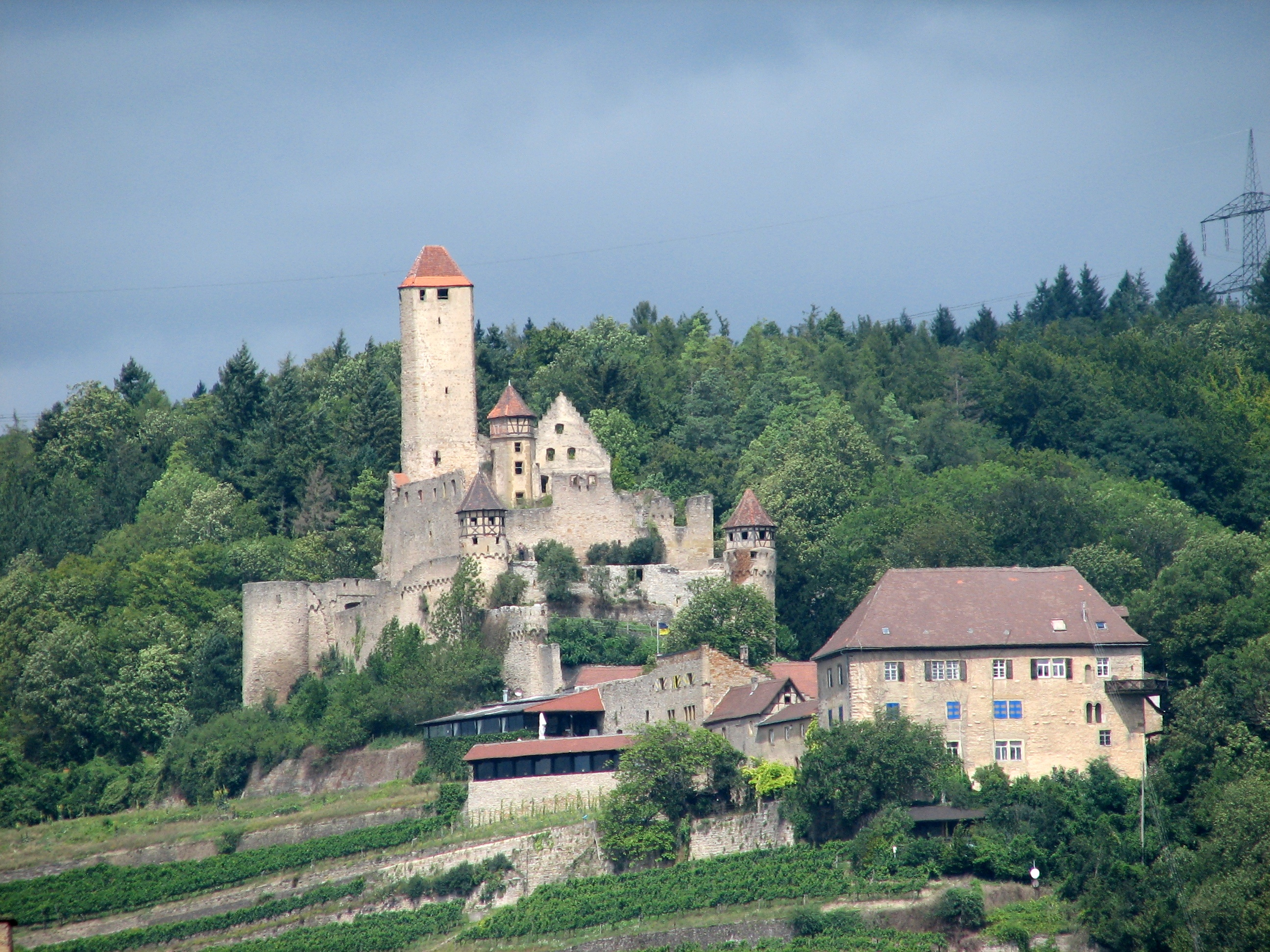
Hornberg vára

Götz 1517. április 13-án vette meg Hornberg várát régi barátjától és harcostársától, Conz (Konrad) Schott von Schottensteintől. Götz 4000 Forintot fizetett helyben és a következő évben további 2500 Forintot Szent Péter székfoglalásának ünnepéig (február 22-ig), beleértve a kamatokat. Időközben Götz késznek mutatkozott, hogy átvegye a palotagróf háborúskodásának az irányítását, melyet Konrad Schott ellen indított 1518-ban. Konrad a palotagróf egyik követőjét, Georg Rüdt von Bödigheimt vetette fogságba hazaútja során, mikor az apja adósságát kívánta kiegyenlíteni nála. Az ebbe a viszályba való beavatkozását Götznek a frank lovagok meglehetősen rossz néven vették. Götz kétszer is épp csak elkerülte, hogy Konrad fogságába kerüljön. Először mikor átadta a tartozásából hátralévő 2500 Forintot Konrad feleségének, Dorotheának. Figyelmeztették Götzt, így sikerült elmenekülnie az egyetlen Konrad emberei által nem felügyelt városkapun át. Másodszor pedig akkor, mikor megpróbálta foglyul ejteni számbeli hátrányban lévő csapatával Konradot a marktbergeli piacon. Végül sikerült Götznek Veit Schottot foglyul ejtenie.
Götz már fiatal korában járt a hornbergi várban, mikor a nagybátyjával tettek ott látogatást és a hatalmas létesítmény valamint az alatta elterülő szőlőbirtok nagy benyomást tett rá. Különösen a szőlészet jelenthetett jelentős gazdasági előnyt. Később még a közelben lévő stockbrunni gazdaságot is megvette hozzá, mely azóta is a várhoz tartozik.

### A parasztháborúban játszott szerepe

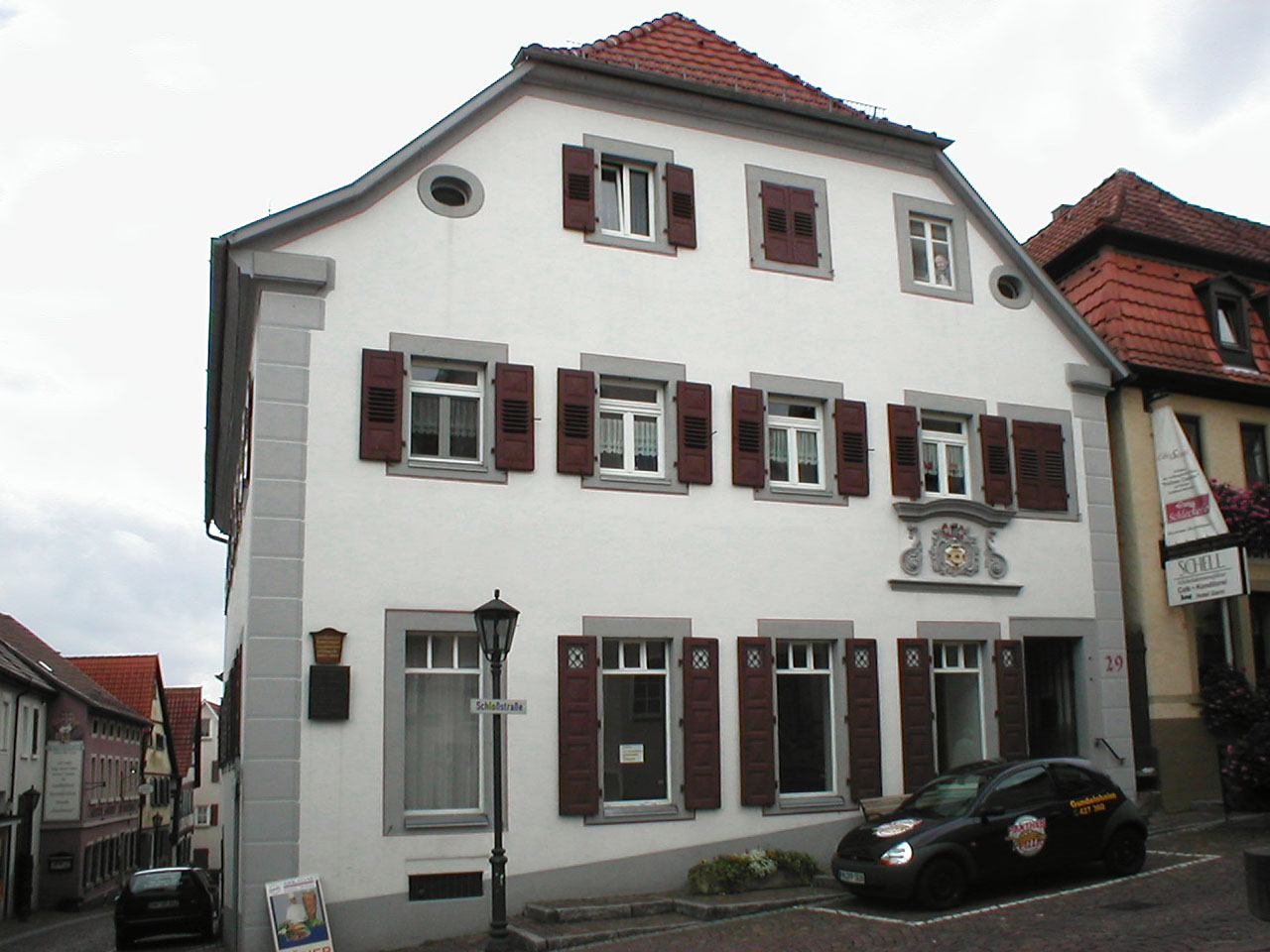
Ebben a házban lépett szövetségre Götz a parasztokkal 1525-ben

Mikor az ún. odenwaldi sereg (Odenwälder Haufen) Georg Metzler vezetésével Gundelsheimbe, a vára közelébe érkezett, sok nemes társához hasonlóan Götz is kényszerítve érezte magát, hogy a parasztokkal szerződésre lépjen és ha fenntartásokkal is, de a Sváb Liga ellen harcoló parasztok szolgálatába álljon és belépjen az általuk alapított „keresztény testvériségbe” (christliche Brüderschaft). Mivel nem volt más tapasztalt vezetőjük, ezért a parasztok Götzt arra kényszerítették, hogy vegye át az odenwaldi sereg vezetését és kinevezték őt a parancsnokuknak. Bár ostrom alá vette a Würzburg melletti Frauenberget, négy héttel későbbi kiküldetését a sváb szövetségi haderőhöz (Schwäbisches Bundesheer) kihasználta arra, hogy májusban a várába vonuljon vissza. Götz, valamint Hans Berlin von Heilbronn és Wendel Hipler hatására május 4-én az amorbachi kolostorban tizenkét cikkelyből álló nyilatkozatot (Declaration) adtak ki, mely a követeléseket jelentősen mérsékelte. Ezen deklaráció terjesztését a parasztság nagy része rossz néven vette és szerzőit meg is fenyegette, így nem tudni, hogy Götz ezen hetek során a parasztok vezetője vagy inkább foglya volt. Ha helyeselte is Amorbach megszállását és a bencés rendi apátság kifosztását, Wildenburg elpusztítása és más erőszakos cselekedetek már nem az ő akaratának megfelelően történtek a lázadók Würzburg felé nyomulása során.
A parasztháború után Götzt vád alá helyezték, de tisztázta magát Georg Truchsess von Waldburg majd a speyeri birodalmi gyűlés előtt 1526-ban azzal az indoklással, hogy csak azért vette át a felkelők vezetését, hogy a még rosszabbat elkerülje. Habár a Legfelsőbb Birodalmi Törvényszék (Reichskammergericht) 1526. október 17-én ártatlannak nyilvánította, mégis az Sváb Ligában lévő ellenségei szorgalmazására 1528. május 7-én mikor Stuttgartba tartó útja során Blaufeldenben a Georg von Eisenheimnek, a Liga egyik szolgálójának vendéglőjében megtámadták és arra kényszerítették, hogy tegyen fogadalmat arra, hogy csatlakozik a Ligához. A barátai figyelmeztetése ellenére eleget tett a felszólításnak, miszerint 1528. november 27-én Augsburgban jelenjen meg. Ott letartóztatták és 1528 november 30-tól 1530 március 1-ig fogva tartották. Március 4-én csak úgy engedték el, hogy esküt tett, miszerint többet nem fog hadakozni. Götznek esküt kellett tennie arra is, hogy élete hátralevő részében Hornberg környékét nem hagyja el, lóra nem ül és a kastélyán kívül éjszakát nem tölt el. Ezen kívül Mainz és Würzburg püspökeinek kárpótlást fizet.

### Az utolsó évek

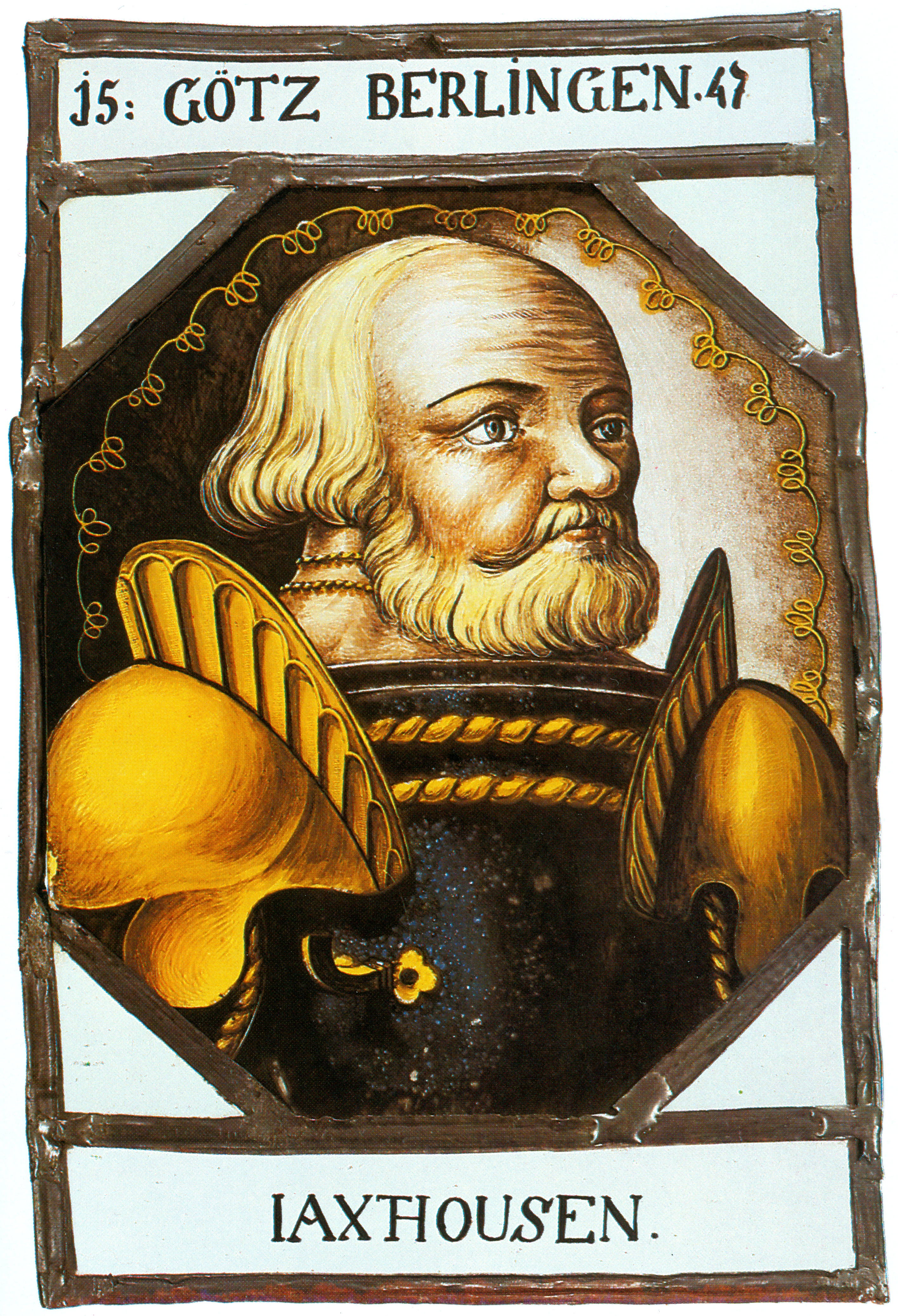
Götz von Berlichingen, 1547

Götz a megegyezés szerint a következő években a vára birtokán tartózkodott. 1540-ben a császár a már hatvanéves Götzt feloldotta a kiközösítés alól, és a védelme alá vette, mivel a tapasztalt harcos szolgálataira a törökök elleni harcban volt szüksége. Götz eleget tett a felszólításnak, miszerint tizennégy napon belül száz lovagot kellett verbuválnia és velük el is jutott Bécsig ahol egy-két hónapot töltött, de összességében a hadjárat kevésbé szerencsés kimenetele miatt a tél folyamán hazabocsátották. V. Károllyal még egyszer hadba vonult a franciák ellen 1544-ben, ekkor a Ruhr menti St. Dizier-nél megbetegedett és a város átadása után a hátországba vonult vissza. A crépyi béke után visszatért Hornbergre, ahol az utolsó éveit békében töltötte. A lovagok nagy korszaka – és ezzel Götz von Berlichingené is – lejárt. 1562. július 23-án hunyt el, és a schöntali kolostorban helyezték örök nyugalomra.

## A vaskéz

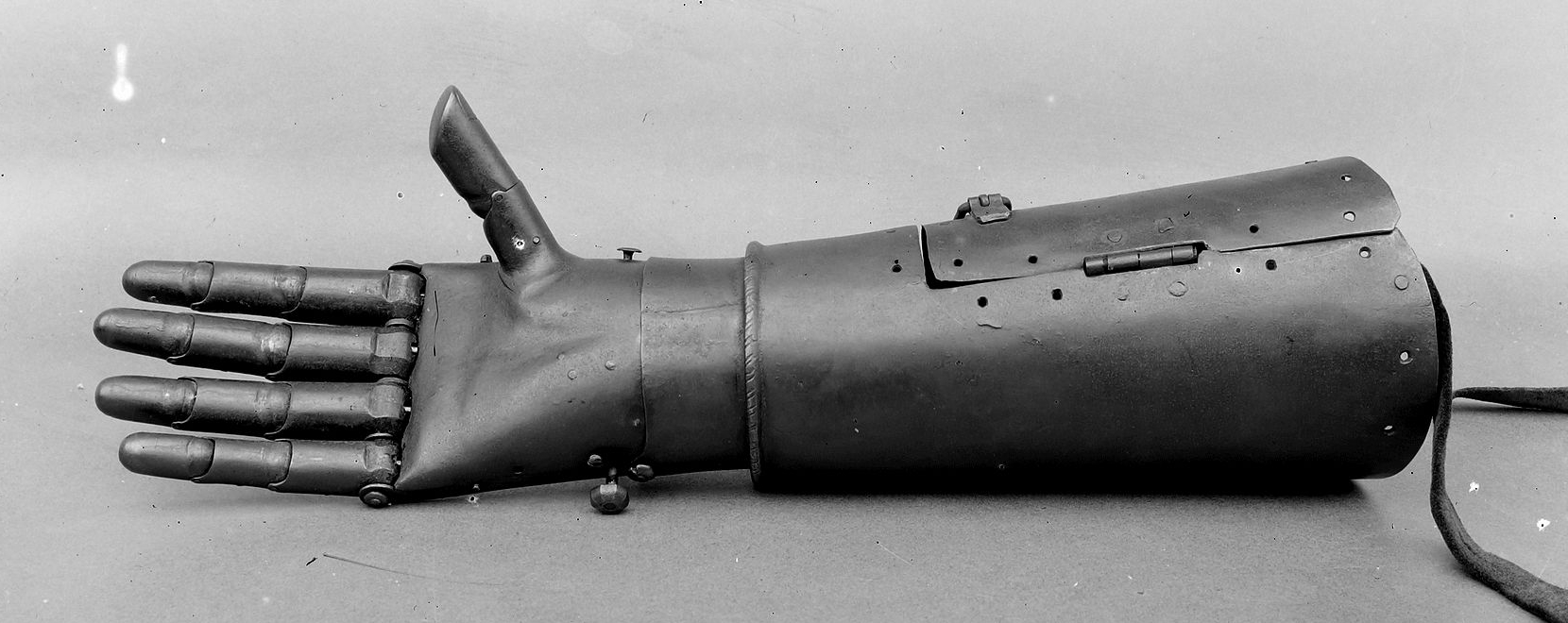
Götz második vaskeze

Götz maga írja az önéletrajzában, hogy 1504-05-ben mikor sebesülten feküdt betegágyán, emlékezett egy „Kochle” nevű lovasra akinek vaskeze volt. Ő két ilyen vaskezet készíttetett magának. Az első 1510 körül készült, a második és jóval ismertebb kb. 20 évvel később. Götz ragadványnevét („a vaskezű”) először 1518-ban említik.
Mindkét protézis ujjai egy beépített kilincsmű-mechanizmus segítségével mozgathatók voltak, gombnyomásra a rugók az ujjakat visszaállították az eredeti helyzetbe. Hasonló konstrukciós elven készülő kézprotézisek a 16. században elterjedtnek számítottak. Götz második vaskeze azonban messze a legösszetettebb ilyen jellegű szerkezet. Az ujjak három behajlítható ujjperccel rendelkeznek (a hüvelykujj kettővel), ezenkívül a csuklót is be lehetett hajlítani. Így képes volt fogni egy pajzsot, a gyeplőt vagy akár egy tollat is. Ugyanaz a mester készíthette, mint az 1564-ben elhunyt Hans von Mittelhausen lovagét. Az ő sírjára Balbronnban találtak rá 1907-ben egy templom renoválása során. Götz mindkét vaskeze ma Jagsthausen várában van kiállítva.

## Művei
A saját maga által megírt életrajza (Rossachi kézirat) pontatlanságai ellenére is hű képet ad a kor szokásairól, különös tekintettel a nemességéről. A szöveget 1731-ben jelentették meg „Lebensbeschreibung des Herren Gözens von Berlichingen” (Göz von Berlichingen úr életleírása) címmel. Goethe ezt vette alapul Götz von Berlichingen drámájának megírásához. 1843-ban újra kiadták „Ritterliche Thaten Götz von Berlichingen’s mit der eisernem Hand” címmel. A kéziratról írt tudományos értekezést 1981-ben „Mein Fehd und Handlungen” címmel adta ki Helgard Ulmschneider.

## Család és utódok

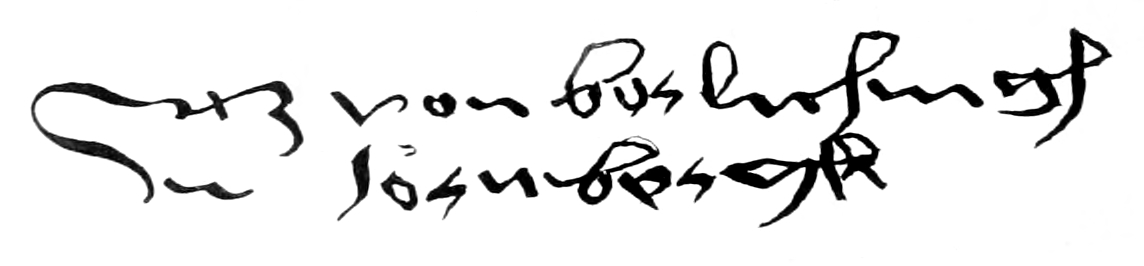
Sajátkezű aláírása (Götz von Berlichingen zu Hornberg)

Götz von Berlichingen kétszer nősült, először Dorothea von Sachsenheimmel, majd 1517. november 17-én Dorothea Geiling von Illesheimmel kötött házasságot. A két házasságból három lány és hét fiú született. A családjával Hornberg várában éltek, és ő, valamint fiai és unokái is nevükben feltüntették e lakóhelyet, aláíráskor a „von Berlichingen zu Hornberg” alakot használták. Götz az önéletrajzát is eképpen írta alá. Ők képviselik a Hornberg-Rossach fővonalat. A Berlichingen-Jagsthausen ág Hans testvérétől származik. Friedrich Wolfgang von Berlichingen-Rossach (1826–87), őrnagy és tagja az badeni első kamarának, 1859-től württembergi gróf, megírta a vaskezű Götz von Berlichingen lovag és családjának történetét. (Geschichte des Ritters Götz von Berlichingen mit der eisernen Hand und seiner Familie, Brockhaus, Lipcse 1861)

## Emlékezete
- Jean-Paul Sartre „Le Diable et le Bon Dieu” darabja Götzt egzisztencialista karakternek ábrázolja.
- A második világháború során a Waffen-SS 17. SS-páncélgránátos-hadosztályt ő utána nevezték el, pajzs alapú jelvényében a vaskézzel.
- Az U-59 és U-70 német tengeralattjárók felfestett emblémája Götz vaskeze volt.
- 1958 júniusától 2006 júniusáig a német haditengerészet 2. gyorsnaszád-rajának (2. Schnellbootgeschwader) Götz von Berlichingen pajzsba foglalt ökölbe szorított vasökle volt a jelvénye.
- A második világháború során az egyik Japánba küldött felfegyverzett kereskedelmi hajót Götz von Berlichingen után nevezett el a kapitánya, miután a haditengerészetnél elutasították, hogy a hajónak a Michael nevet adja. A csere egyben utalás is lehetett az elégedetlen kapitány részéről Berlichingen híressé vált idézetére.
- A Re:Creators című animében Alicetaria February nevű lovag Götz von Berlichingen mágikus kesztyűjét használja

## Fordítás
- Ez a szócikk részben vagy egészben  a   Götz von Berlichingen című angol Wikipédia-szócikk ezen változatának fordításán alapul.  Az eredeti cikk szerkesztőit annak laptörténete sorolja fel. Ez a jelzés csupán a megfogalmazás eredetét és a szerzői jogokat jelzi, nem szolgál a cikkben szereplő információk forrásmegjelöléseként.
- Ez a szócikk részben vagy egészben  a   Götz von Berlichingen című német Wikipédia-szócikk ezen változatának fordításán alapul.  Az eredeti cikk szerkesztőit annak laptörténete sorolja fel. Ez a jelzés csupán a megfogalmazás eredetét és a szerzői jogokat jelzi, nem szolgál a cikkben szereplő információk forrásmegjelöléseként.